# Palais des Normands

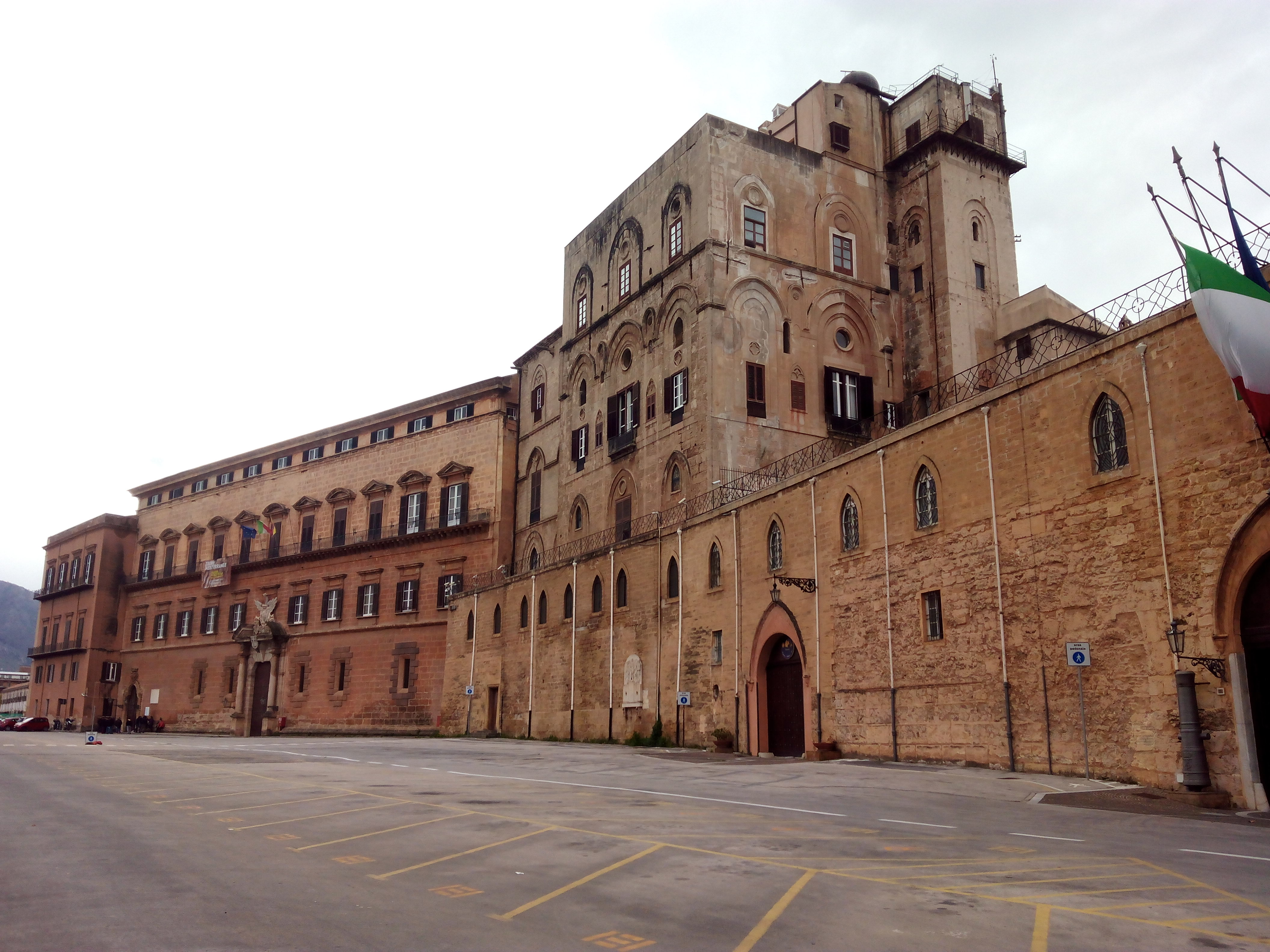
Façade

Vue depuis les jardins de la Villa Bonanno.

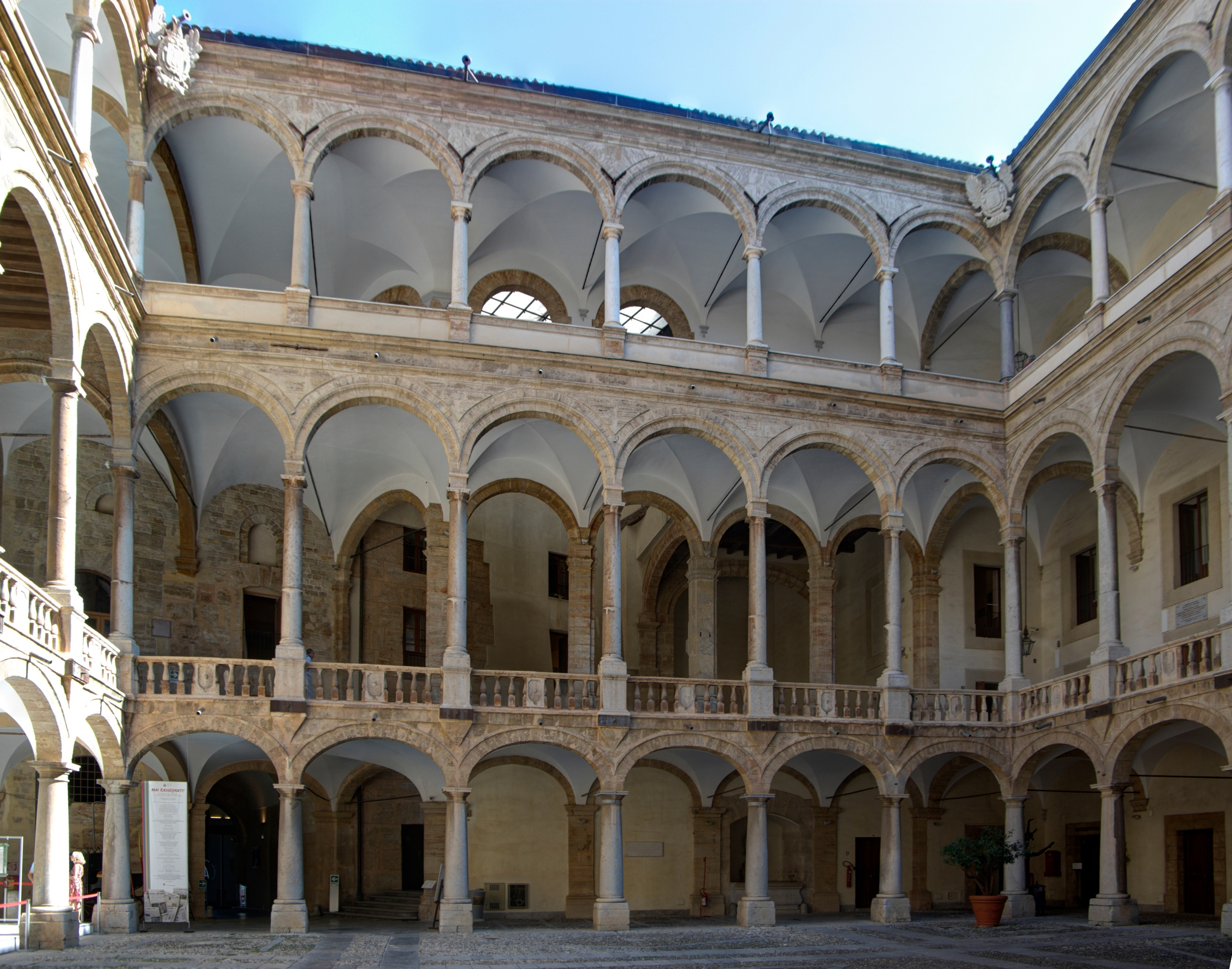
Cour du palais et chapelle Palatine.

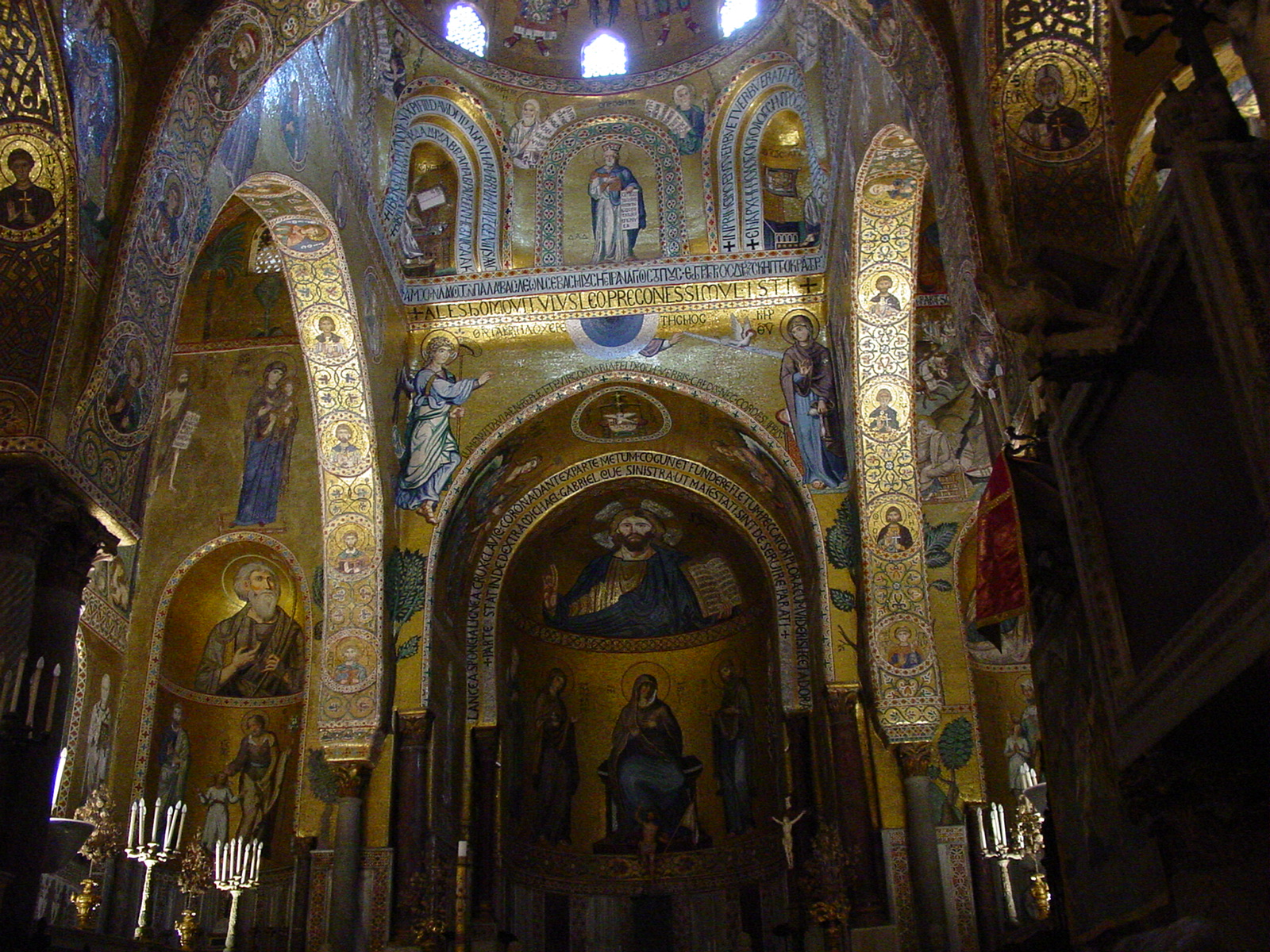
Intérieur de la chapelle Palatine.

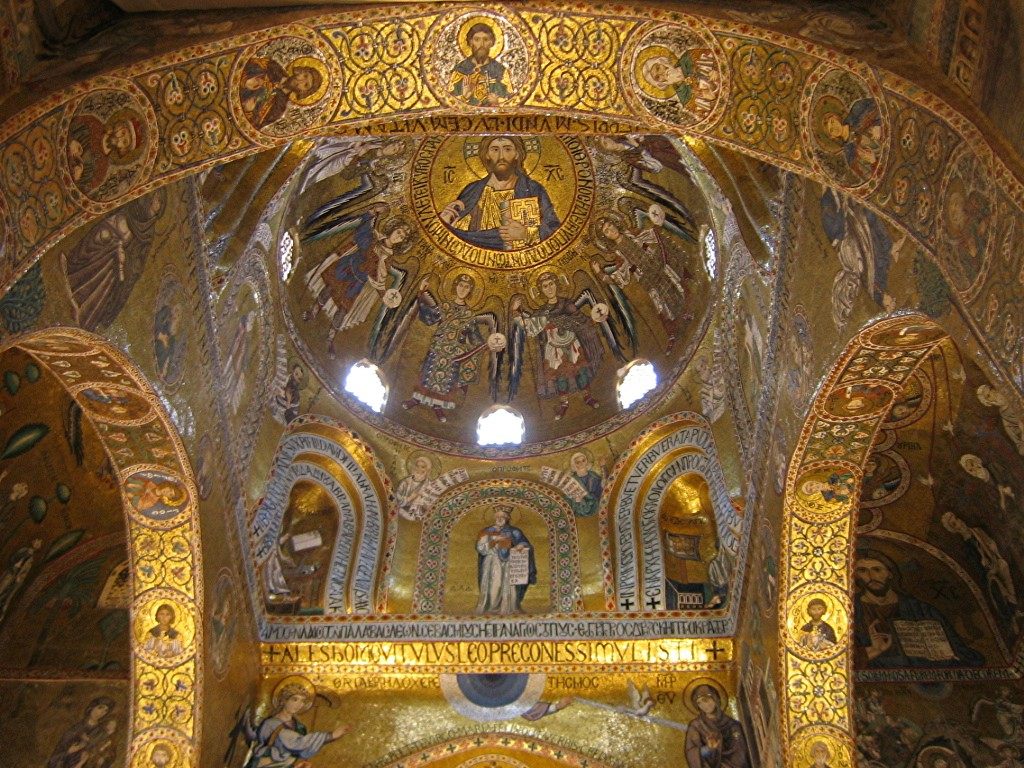
Christ pantocrator.

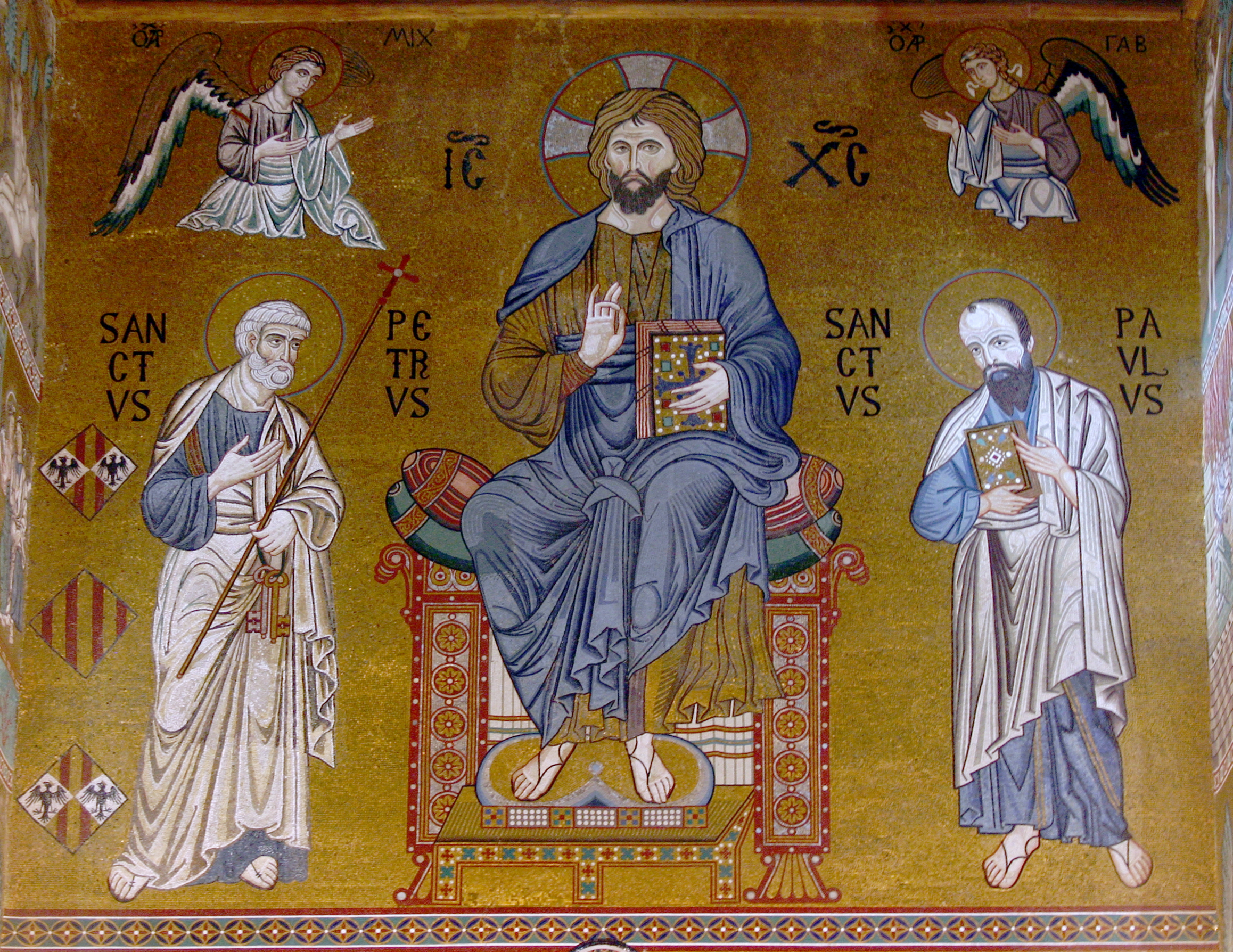
Christ bénissant, avec les apôtres Pierre et Paul.

Le palais des Normands (Palazzo dei Normanni en italien, Palazzu di li Nurmanni en sicilien) ou Palais royal est un édifice de Palerme, situé place de l'Indépendance (it), qui fut tour à tour forteresse punique, fort romain, château des émirs arabes, résidence des rois normands au XIIe siècle, puis enfin siège de l’Assemblée régionale sicilienne.

## Histoire
C'est d'abord un fort punique au VIIe siècle av. J.-C. dont on peut encore apercevoir des vestiges de maçonnerie. La place forte est conquise par les Romains en -254. Bélisaire s’en empare en 535 et la ville reste sous la domination byzantine pendant trois siècles. En 1072, lors de la conquête normande, la forteresse devient le palais des Normands, lesquels ont construit le nouveau palais sur les ruines précédentes. En 1130, Roger II de Sicile, roi de Sicile, décide de faire construire la tour Gjoaria (des joyaux), subdivisée en deux portiques voûtés à quatre arcades (du type des églises byzantines) qui soutiennent deux salles à déambulatoires : la Salle des Vents et la Salle de Roger, et surtout la chapelle Palatine, dédiée à saint Pierre. Frédéric II de Sicile ayant fondé dans le Palais l’École poétique sicilienne entre 1220 et 1230. Après l’expulsion des Angevins en 1282, Pierre III d'Aragon s'installe dans le palais. Les vice-rois l'habitent épisodiquement ensuite. 

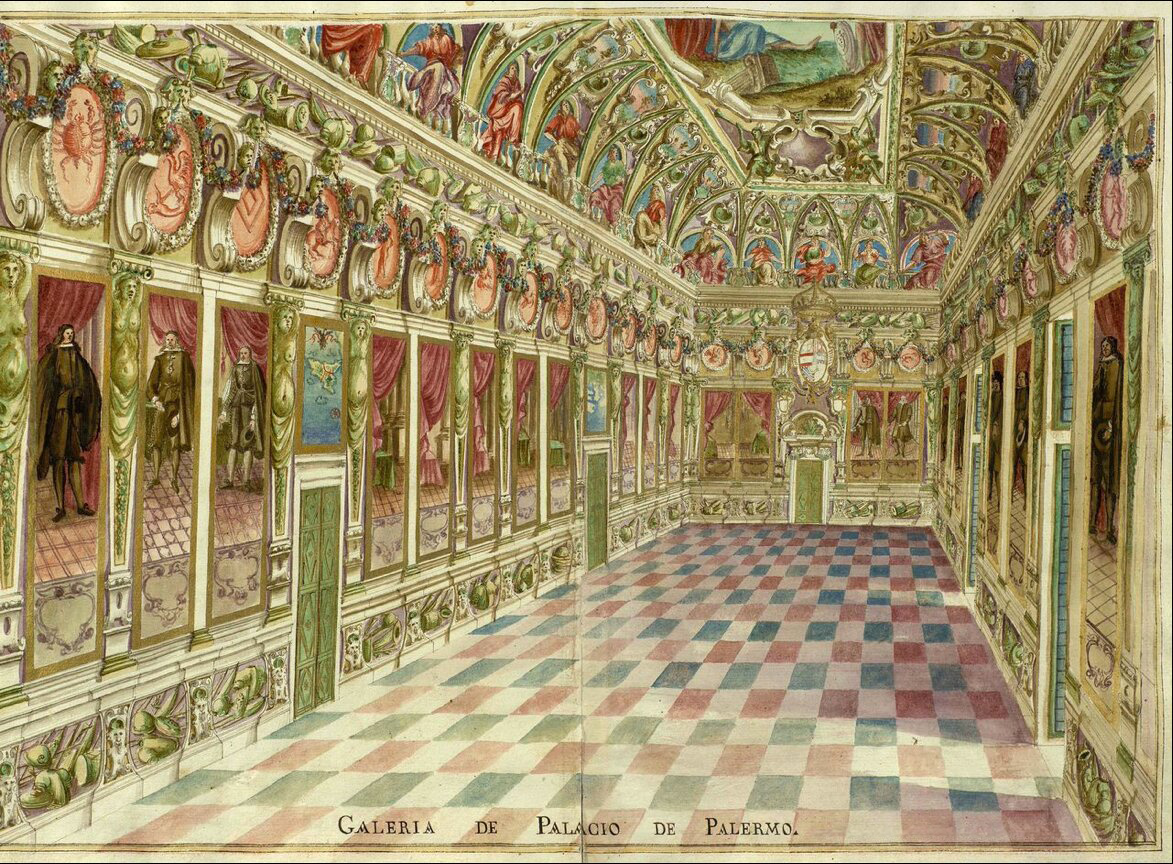
La Galérie de Palais en 1686; les peintures ont aujourd'hui disparu.

Après 1500, il subit de grands travaux de restaurations (démolition de tours normandes, édification de cours intérieures : cour Maqueda et cour de la fontaine) jusqu’à l’expulsion des Bourbons, en 1799. L’observatoire astronomique de Palerme est situé au palais des Normands depuis le XIXe siècle. Depuis la fin de la Seconde Guerre mondiale, le palais est le siège de l’Assemblée régionale sicilienne.

## La chapelle Palatine
Insérée dans le corps du palais, elle est commencée en 1130, finie et consacrée en 1143, au premier étage du palais, un mélange d'influences carolingienne, normande-sicule, byzantine et arabe, dont le plafond à caissons de bois fut conçu par des ouvriers du califat du Caire. Elle possède de somptueuses mosaïques byzantines dont les plus anciennes remonteraient au début du XIIe siècle. Leur extrême qualité les a fait remarquer par les chroniqueurs médiévaux, Hugues Falcand et Romuald de Salerne, les Arabo-andalous Al Idrissi et Ibn Jubair, chroniqueur-voyageur du XIIe siècle. Ces mosaïques, dans lesquelles l'or prédomine, représentent des scènes bibliques de l'Ancien et du Nouveau Testament pour les plus tardives dans la nef centrale (1154-1168), attestées par leurs inscriptions latines. Celles consacrées à saint Jean et saint Pierre, dans les nefs latérales, datent du XIVe siècle.

« La chapelle Palatine, la plus belle qui soit au monde, le plus surprenant bijou religieux rêvé par la pensée humaine et exécuté par des mains d’artiste. »

— Guy de Maupassant
La dynastie normande souabe éteinte dès la fin du XIIIe siècle, avec le déclin de la vie politique et économique de la Sicile, le palais perd sa position de siège politique de l’exercice du pouvoir, puis laissé à l'abandon jusqu’au XVIe siècle. Seule la chapelle Palatine est préservée par les religieux qui en avaient la garde.
Des travaux récents[Quand ?] de restauration ont permis de mettre au jour la chambre sépulcrale de Guillaume le Mauvais où sont conservées les entrailles du vice-roi de Sicile Emmanuel-Philibert de Savoie, mort en 1624.

### Mosaïques
- Christ pantocrator, dans l’abside centrale.
- Christ bénissant, sur la paroi au fond. Entouré de deux lions, symboles de Force et de Majesté, Christ trônant avec les apôtres Pierre et Paul et les archanges Gabriel et Michel.